# 台山社屋
台山社屋（葡萄牙語：Habitação Pública de Tói San），包括嘉翠麗大廈B座/C座、台山平民新邨A/B/C座；亦包括已拆卸的羅必信夫人大廈及嘉翠麗大廈A座，並改建為長者社屋──台暉樓，位於澳門半島花地瑪堂區台山，分佈於台山中街、花地瑪教會街、巴坡沙大馬路及亞馬喇土腰等。

## 歷史
1960年代，台山社屋首座建築--羅必信夫人大廈建成，其後更改建成長者社會房屋，合共提供70個單位。到1970年代至80年代初，嘉翠麗大廈A/B/C座入伙，樓高5層，合共提供340個單位，其後於1995年將嘉翠麗大廈A、B及C座全部改建為長者社屋，且不斷完善及增加各種設施，包括安裝升降機等，昔日的嘉翠麗大廈是供火災災民居住的房屋，以澳督夫人嘉翠麗的名字命名。台山平民新邨由三座建築組成，於1985年落成，合共提供579個單位。
2010年，澳門特別行政區政府將重建兩座5層高的長者社會房屋，包括羅必信夫人大廈及嘉翠麗大廈A座拆卸重建，在重建完成後單位數目由140個增加至578個，包括268個開放式單位和310個一房一廳單位，並於重建項目中增建三層地庫公共停車場，當時預計整個調遷工作在同年8月落成。據澳門房屋局介紹，重建項目作為時任運輸工務司司長劉仕堯提出的“萬九公屋”項目之一，在拆遷前當時有119個家團，共129位長者及殘疾人士居住，大部份為65歲或以上獨居長者，加上最初興建時並非專門用作長者居住用途，對長者日常生活造成不便。
2010年11月下旬，房屋局宣佈羅必信夫人大廈及嘉翠麗大廈A座調遷工作於同年11月15日完成，拆卸工程展開。當局安排103戶租戶順利調遷，分別遷往筷子基社屋快富樓及青洲社屋青松樓的長者社屋繼續租住。
2010年12月23日，拆卸工程展開，並重建成台山中街公共房屋。考慮到工地接近住宅及學校，施工期間將設置相應環保措施，盡量減少對周邊環境的影響，施工期為95天。項目建設方面，佔地約3,700平方米，包括長者社會房屋、街市、社會設施、公共停車場及休憩平台等設施，樓高35層並提供578個開放或或一房一廳單位，大廈另設三層地庫公共停車場。
2011年，台山中街公屋重建工程展開；但工程展開後，於2012年初，旁邊的台山公務員大廈出現安全結構問題，導致有關工程停工。
2017年4月下旬，台山中街公屋建造工程重啟，並進行公開開標，原興建地庫三層的停車場改為興建群樓公共停車場，單位方面縮減至510個。
2022年9月20日，台山社屋首個重建項目台暉樓正式入伙。
2024年4月下旬，嘉翠麗大廈B／C座地鋪東主指於2023年8月收到房屋局通知，須於同年9月下旬前全數搬出，僅承諾在他們搬出後退還一年的租金，部分老字號商店坦言遷出後就會結業退休。運輸工務司司長羅立文證實將對嘉翠麗大廈B／C座拆卸，原因是樓齡超過50年加上情況老舊，大部分住客為傷殘或聽障人士，需社團機構逐步協助，當局亦已安置原大樓住戶入住其他社屋單位。

## 樓宇資料

### 現存樓宇
| 樓宇名稱 （座號）          | 樓宇類型       | 落成年份      | 每座單位總數 （伙） | 備註                                                       |
| -------------------------- | -------------- | ------------- | ------------------- | ---------------------------------------------------------- |
| 嘉翠麗大廈 （B座）         | 約10層社會房屋 | 1972年7月9日  | 340個               | 1995年改建為長者社屋 單位總數包括已拆卸重建的嘉翠麗大廈A座 |
| 嘉翠麗大廈 （C座）         | 約10層社會房屋 | 1975年5月27日 | 340個               | 1995年改建為長者社屋 單位總數包括已拆卸重建的嘉翠麗大廈A座 |
| 台山平民新邨 （A、B、C座） | 約20多層       | 1985年1月1日  | 579個               |                                                            |

### 已完成重建的項目

#### 台山社屋-台暉樓
2011年6月17日，嘉翠麗大廈A座及羅必信夫人大廈重建項目公開開標，工程不設底價，共有16間公司遞交標書文件。經開標程序後，所有標書全部獲接納，但其中1間公司需要在限期內補交文件。工程造價由澳門幣430000000.00至550342301.34，工期由752天至760天。
2011年，上述項目動工後，由於施工過程中影響鄰近位於台山中街的台山公務員大廈樓宇結構並危及安全的問題。建設發展辦公室由2011年12月中旬起分別與受影響居民會面，並訂定有關恆常溝通機制，透過有效的渠道讓居民反映意見並聽取建設部門講解有關工程展開情況及所收集到的監測數據。
2012年3月4日，時任行政長官崔世安關注台山中街公屋工程帶來附近樓宇安全問題，他表示早上亦收到相關報告，他認為，最重要是關顧興建公屋過程中，周邊大廈及建築物的結構及安全問題，在建築過程中所產生的問題，政府也會履行相關的責任，盡力完善工作。 但他強調，相關人士要在合法及理性情況下表達意見，建設發展辦公室及房屋局過往已主動與住戶展開溝通，透過互動溝通平台，除向居民發放有關施工監察數據的訊息外，亦希望及時釋除市民的疑慮，政府也會一如既往的保證周邊大廈及建築物的結構及安全。  
2014年起，由於台山中街公屋重建項目涉及調整施工方案，相關工程陷入停工狀態。
2015年4月30日，運輸工務司司長羅立文表示，台山中街公屋工程由於地庫開挖導致鄰近舊樓出現裂縫而停工，需要更改設計圖則，將原本三層的地庫設計作出修改，避免再對鄰近舊樓產生影響。他表示由於開挖工程對鄰近地區舊樓結構造成影響，政府在與承建商協商下，解除承建合約。
2015年8月19日，運輸工務司司長羅立文表示，特區政府關注公屋工程進度，目前正研究重建工程的3層地庫改為不設置或只設1個地庫，並修改圖則再進行興建。有關工程因影響旁邊的舊樓而處於停工狀態。
2016年3月15日，特區公報刊登第69/2016號行政長官批示，許可訂立提供“台山中街公共房屋——修改編制計劃”服務的合同。
2016年6月22日，房屋局局長山禮度表示，台山中街公屋工程將短期內重新招標，對於是否代表已解除現有合約，他坦言具體情況要問相關建設部門。
2017年4月27日，台山中街公共房屋建造工程進行公開開標，共收到11份標書。經開標程序後，11份標書均被接納。工程造價由澳門幣五億零三百萬至澳門幣六億七千八百多萬，總工期由1030工作天至1240工作天。經修改規劃後，單位縮減至510個，包括280個開放式單位及230個一房一廳單位。另外工程規劃亦取消地庫建造，改為群樓公共停車場，提供約220個私家車及電單車車位。
2021年7月29日，房屋局公佈社屋興建進度，其中台山社屋重建項目命名為台暉樓，預計於2022年第一季竣工。
2022年4月4日，運輸工務司司長羅立文表示，作為萬九公屋最後的一個施工項目─台山社屋在近日內完全竣工。
2022年9月9日，位於該項目內的“台暉樓停車場”正式對外開放，合共提供224個向公眾開放的泊車位，包括輕型汽車泊車位105個、重型及輕型摩托車泊車位119個。

### 過去樓宇
| 重建前的台山社屋  | 重建前的台山社屋    | 重建前的台山社屋 | 重建前的台山社屋 | 重建前的台山社屋 | 重建前的台山社屋     | 重建前的台山社屋 | 重建前的台山社屋                          |
| 樓宇名稱（座號）  | 樓宇類型            | 落成年份         | 拆卸日期         | 承建商           | 重建後原地所屬的樓宇 | 備註             | 安置社屋                                  |
| ----------------- | ------------------- | ---------------- | ---------------- | ---------------- | -------------------- | ---------------- | ----------------------------------------- |
| 羅必信夫人大廈    | 長者社屋，5層高樓宇 | 1960年代         | 2010年12月23日   | 不詳             | 台山社屋─台暉樓      |                  | 長者社屋-筷子基社屋快富樓及青洲社屋青松樓 |
| 嘉翠麗大廈（A座） | 長者社屋            | 1967年           | 2010年12月23日   | 不詳             | 台山社屋─台暉樓      |                  | 長者社屋-筷子基社屋快富樓及青洲社屋青松樓 |

## 部分配套設施

### 政府設施（均已停止運作）
- 教育及青年發展局──台山自修室[22]
- 環保加Fun站（台山）：位於台山嘉翠麗大廈B座地下[23]
- 市政署北區市民服務中心-台山分站：位於台山嘉翠麗大廈B座地下

### 康體設施
- 台山中街休憩區：位於大明閣旁，具有兒童遊樂區、一系列成人康體和體能鍛鍊器材，滿足不同年齡層使用者的康體遊樂需求[24]。
- 台山平民新邨休憩區：位於平民新村A-C座中間，設有兒童遊樂設施和成人健身器材[25]。2022下半年，部分區域一度用作戶外常規COVID-19核酸檢測站用途，由普瑞莎營運[26]。

### 托兒所
- 同善堂第一托兒所 （页面存档备份，存于）：位於嘉翠麗大廈C座地下，1976年創辦

## 鄰近地點

### 街市
- 台山街市

### 教育設施
- 澳門工聯職業技術中學 （页面存档备份，存于）
- 化地瑪聖母女子學校 （页面存档备份，存于）
- 聖若瑟教區中學第五校

### 其他
- 花地瑪聖母堂
- 巴波沙體育中心

## 交通資訊

### 鄰近台山平民新邨
M7 關閘馬路（Istmo F. Amaral）
路線：3、3X、16、16S、17、25

### 位於嘉翠麗大廈B、C座前
M8 巴波沙大馬路（Av. Artur de Tamagnini Barbosa）
路線：1、3、9、9A、10、25、27、29、34、65、101X、N1A

### 鄰近台山社屋—台暉樓
M10 台山街市（Mercado Tamag. Barbosa）
路線：1、1A、4、7、8、8A、9、9A、26、26A、28B、32、33、101X、H2、N1A、N2

### 鄰近嘉翠麗大廈B座（巴波沙體育中心門口）
M13 李寶椿街（Rua de Lei Pou Ch'ôn）
路線：27、30、65

### 位於台山社屋─台暉樓對面
M15 台山中街（Rua Central de T'oi Sán）
路線：9

## 事件

### 2016年5月4日企跳事件
2016年5月4日上午8時許，有街坊發現一名男子危站於嘉翠麗大廈B座十樓走廊欄河外圍，男子與消防員僵持至翌日凌晨約2時，消防員乘站於欄河上的企跳男子不備，由樓上游繩而下，迅速以雙腳撐向男子，成功將男子推回大廈內。

### 火警事件
2016年12月28日凌晨2時半，有人發現大廈對開的樓梯底有少量紙皮正在焚燒，消防到場後發現室外樓梯底有一米乘一米的雜物燒着。
2019年12月1日中午，平民新邨A座垃圾房發生火警，沒人受傷。

### 單位雨水嚴重滲漏
2023年7月，台山平民新邨三幢大廈在完成外牆維修及更換鋁窗後，衆多單位的窗戶卻在雨天出現嚴重滲漏。特別是在暴雨頻繁期間，多個單位受雨水滲入嚴重困擾。住戶表示多次向當局投訴漏水均未獲處理。此外亦有住戶反映大廈平台及階梯積水。露天階梯積水後濕滑並出現青苔，已多人跌倒受傷，多年來投訴無果。

## 外部連結
- 公共建設局-台山中街公共房屋建造工程 （页面存档备份，存于）